# USS Philadelphia (SSN-690)
| «Філадельфія»              | «Філадельфія»                      | «Філадельфія»                      |
| -------------------------- | ---------------------------------- | ---------------------------------- |
| USS Philadelphia (SSN-690) |                                    |                                    |
|                            |                                    |                                    |
|                            |                                    |                                    |
| Порт приписки              | Гротон, штат Коннектикут           | Гротон, штат Коннектикут           |
| Спуск на воду              | 19 жовтня 1974 року                | 19 жовтня 1974 року                |
| Виведений зі складу флоту  | 25 червня 2010 року                | 25 червня 2010 року                |
| Сучасний статус            | у резерві                          | у резерві                          |
| Проєкт                     |                                    |                                    |
| Головний конструктор       | General Dynamics                   | General Dynamics                   |
| Класифікація НАТО          | Los Angeles I                      | Los Angeles I                      |
| Основні характеристики     |                                    |                                    |
| Швидкість (надводна)       | 15 вузлів                          | 15 вузлів                          |
| Швидкість (підводна)       | 32 вузла                           | 32 вузла                           |
| Робоча глибина занурення   | 290 метрів                         | 290 метрів                         |
| Екіпаж                     | 12 офіцерів, 98 матросів           | 12 офіцерів, 98 матросів           |
| Розміри                    |                                    |                                    |
| Довжина найбільша (по КВЛ) | 110,3 метри                        | 110,3 метри                        |
| Ширина корпусу найб.       | 10 метрів                          | 10 метрів                          |
| Середня осадка (по КВЛ)    | 9,7 метрів                         | 9,7 метрів                         |
| Водотоннажність надводна   | 5 705 тонн                         | 5 705 тонн                         |
| Озброєння                  |                                    |                                    |
| Торпедно- мінне озброєння  | 4 × 21 в (533 мм) торпедні апарати | 4 × 21 в (533 мм) торпедні апарати |
| Ракетне озброєння          | Mark-48, Гарпун Томагавк           | Mark-48, Гарпун Томагавк           |

«Філадельфія» (англ. USS Philadelphia (SSN-690)) — багатоцільовий атомний підводний човен, третій в серії з 62 підводних човнів типу «Лос-Анджелес», побудованих для ВМС США. Він став шостим кораблем ВМС США, названим на честь міста Філадельфія, штат Пенсільванія. Призначений для боротьби з підводними човнами і надводними кораблями противника, а також для ведення розвідувальних дій, спеціальних операцій, перекидання спецпідрозділів, нанесення ударів, мінування, пошуково-рятувальних операцій.

## Історія створення
Контракт на будівництво був підписаний з Electric Boat — американською корабельнею, кораблебудівним підрозділом корпорації General Dynamics в місті Гротон, штат Коннектикут. 8 січня 1971 року кіль був закладений 12 серпня 1972 року. Церемонія спуску на воду і хрещення відбулася 19 жовтня 1974 року. Хрещеною матір'ю стала Х'ю Скотт. Введено в експлуатацію 25 червня 1977 року.

## Історія служби

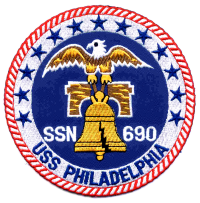
Емблема човна

Субмарина зробила безліч походів і розгортань за свою кар'єру. Вона була в Середземному морі в 1979, 1982, 1986, 1991, 1999, 2001, 2003, 2005, 2007, і 2009 роках, в останніх трьох з яких брала участь в операціях підтримки CENTCOM. Вона виконала одне розгортання в західній частині Тихого океану в 1980 році. Також провела багато часу в Атлантичному океані, в тому числі в розгортаннях в північній частині океану в 1983, 1992, 1996, 1997, і 1999, і розгортання в східній Атлантиці в 1989 році.
20 липня 2009 року ВМС оголосили, що підводний човен буде деактивований 10 червня 2010 року і згодом виведений з експлуатації. Підводний човен був виведений зі складу флоту 25 червня 2010 року, після 33 років служби.